# Стреличевский сельсовет
Стреличевский сельсовет (белор. Стралічаўскі сельсавет) — административная единица на территории Хойникского района Гомельской области Беларуси. Административный центр — агрогородок Стреличево.

## История
С 29 ноября 2005 года посёлок Ленина исключён из данных по учёту административно-территориальных и территориальных единиц.
В 2010 году упразднены населённые пункты Красный Рог, Мокиш, Плоское, Рудые, Чехи.

## География

### Водная система
В 100 м от аг. Стреличево расположен искусственный водоём.

## Состав
Стреличевский сельсовет включает 5 населённых пунктов:
- Высокое — деревня
- Губоревичи — деревня
- Ивановка — деревня
- Рудаков — деревня
- Стреличево — агрогородок

Упразднённые населённые пункты:
- Оревичи — деревня
- Бабчин — деревня
- Борщёвка — деревня
- Воротец — деревня
- Гнездинка — посёлок
- Града — посёлок
- Дроньки — деревня
- Красноселье — деревня
- Ленина — посёлок[1]
- Лесок — деревня
- Масаны — деревня
- Мокиш — деревня[2]
- Молочки — деревня
- Перевесье — деревня
- Плоское — деревня[2]
- Погонное — деревня
- Радин — деревня
- Рудые — деревня[2]
- Синцы — деревня
- Уласы — деревня
- Хвощёвка — деревня
- Чемков — деревня
- Чехи — деревня[2]
- Чирвоное Озеро — посёлок
- Чирвоный Рог — посёлок[2]

## Население

### Численность
- 2021 год — 278 хозяйств, 783 жителя

### Динамика
- 2011 год — 325 домовладений, 988 жителей
- 2021 год — 278 хозяйств, 783 жителя

## Достопримечательность
- Усадьба Оскерко-Ваньковичей в д. Рудаков
- Здание винокурни, которое местные жители называют броваром (1912 г.) в аг. Стреличево